# Noyen-sur-Seine
 Noyen-sur-Seine  es una población y comuna francesa, en la región de Isla de Francia, departamento de Sena y Marne, en el distrito de Provins y cantón de Bray-sur-Seine.

## Demografía
| 305 | 290 | 236 | 226 | 271 | 318 |
| Para los censos de 1962 a 1999 la población legal corresponde a la población sin duplicidades (Fuente: INSEE [Consultar]) |     |     |     |     |     |